# Television Critics Association
La Television Critics Association (o TCA) è un gruppo di circa 200 giornalisti ed opinionisti statunitensi e canadesi che analizzano i programmi televisivi. Essi si ritrovano nell'area di Los Angeles due volte all'anno, in gennaio e luglio, in conferenze note come Winter e Summer Press Tour.

## Press Tour
Un TCA Press Tour permette alle maggiori emittenti televisive, le reti via cavo e Public Broadcasting Service di presentare la loro lista di prossimi programmi ad un folto gruppo di scrittori per la stampa di diversa provenienza, tutti in una volta attraverso il comitato e le interviste. Queste conferenze biennali coinvolgono i membri registrati al TCA che si ritrovano in un luogo scelto di Los Angeles per due o tre settimane, e ad ogni emittente viene assegnata una serie di giorni per mostrare la loro programmazione.
Il TCA Press Tour del gennaio 2008 fu annullato nel dicembre del 2007 come risultato diretto dello sciopero degli sceneggiatori.

## TCA Awards
L'organizzazione sponsorizza i TCA Award, che rendono onore alle eccellenze televisive in 11 categorie e vengono conferiti ogni estate.